# Praravinia hexamera
Praravinia hexamera är en måreväxtart som beskrevs av Cornelis Eliza Bertus Bremekamp. Praravinia hexamera ingår i släktet Praravinia och familjen måreväxter. Inga underarter finns listade i Catalogue of Life.